# 18. август
18. август (18.08) је 230. дан у години по грегоријанском календару (231. у преступној години) До краја године 

## Догађаји
- 1201 — Основан је летонски град Рига.
- 1156 — Француски краљ Франсоа I и папа Лав X су потписали Болоњски конкордат, уредивши односе између цркве и државе у Француској.
- 1648 — Турски султан Ибрахим I је смењен и убијен. Наследио га је Мухамед IV.
- 1708 — Британци су заузели Сардинију.
- 1805 — Српски устаници су први пут поразили редовну турску војску у бици на брду Иванковац код Ћуприје.
- 1812 — Наполеон Бонапарта је у бици код Смоленска поразио руску војску и наставио да напредује према Москви.
- 1870 — У бици код Гравелота, највећој бици у Француско-пруском рату Пруси су победили Французе и нанели им тешке губитке (више од 30.000 погинулих).
- 1877 — Асаф Хал је открио Марсов сателит Фобос.
- 1896 — Француска је окупирала Мадагаскар и прогласила га колонијом. Мадагаскар је независност стекао 1960.
- 1948 — У Београду је потписана Дунавска конвенција, којом је договорено да у управљању Дунавом и његовом пловидбом учествују само приобалне земље. Основана је и Дунавска комисија са седиштем у Будимпешти.
- 1954 — Џејмс Вилкинс је постао први црнац у америчкој историји који је учествовао у заседању владе САД. Седници је присуствовао као помоћник министра рада, јер су министар и његов заменик били одсутни.
- 1960 — У Илиноису у САД пласирана је на тржиште прва орална пилула за контрацепцију "Еновид 10".
- 1964 — Спортистима Јужне Африке забрањено је да учествују на Олимпијским играма због политике апартхејда у тој земљи.
- 1964 — Аустралија и Нови Зеланд су одлучиле да повуку своје војнике из Вијетнамског рата.
- 1993 — САД су оптужиле Судан да подржава међународни тероризам и искључиле ту земљу из највећег броја програма америчке помоћи.
- 2000 — Индијанско племе за које се веровало да је нестало пре 80 година, лоцирано је у џунглама амазонске државе Акре у Бразилу.
- 2001 — У великим пожарима, после вишенедељне суше у држави Вашингтон, изгорело је више од 37.200 хектара широм источног дела земље.
- 2001 — Председник Пакистана Первез Мушараф је поднео оставку услед могућности опозива.

## Рођења
- 1750 — Антонио Салијери, италијански композитор и диригент. (прем. 1825)
- 1830 — Франц Јозеф, цар Аустрије (1848—1916) и Аустроугарске (1867—1916). (прем. 1916)
- 1912 — Елса Моранте, италијанска књижевница. (прем. 1985)
- 1920 — Шели Винтерс, америчка глумица. (прем. 2006)
- 1927 — Розалин Картер, супруга Џимија Картера, 39. председника САД. (прем. 2023)[1]
- 1932 — Лик Монтањије, француски вирусолог, добитник Нобелове награде за физиологију или медицину (2008). (прем. 2022)
- 1933 — Роман Полански, француско-пољски редитељ, сценариста, продуцент и глумац.
- 1933 — Жист Фонтен, француски фудбалер и фудбалски тренер.  (прем. 2023)
- 1935 — Ранко Радовић, црногорско-српски архитекта, урбаниста, теоретичар архитектуре, графичар и сликар. (прем. 2005)[2]

- 1936 — Роберт Редфорд, амерички глумац, редитељ и продуцент.
- 1942 — Ратко Полич, словеначки глумац. (прем. 2022)
- 1943 — Ђани Ривера, италијански фудбалер и политичар.
- 1949 — Иван Клеменц, српски глумац.
- 1952 — Патрик Свејзи, амерички глумац, музичар и плесач. (прем. 2009)
- 1957 — Џевад Прекази, југословенски фудбалер и фудбалски тренер.
- 1958 — Мадлен Стоу, америчка глумица.
- 1969 — Едвард Нортон, амерички глумац, редитељ и продуцент.[3]
- 1969 — Кристијан Слејтер, амерички глумац и продуцент.
- 1975 — Слободан Бошкан, српски одбојкаш и одбојкашки тренер.
- 1978 — Енди Семберг, амерички глумац, комичар, сценариста, ТВ продуцент и музичар.
- 1980 — Естебан Камбијасо, аргентински фудбалер.
- 1980 — Емир Спахић, босанскохерцеговачки фудбалер.
- 1981 — Димитрис Салпингидис, грчки фудбалер.
- 1983 — Мика, либанско-енглески музичар.[4]
- 1984 — Душан Баста, српски фудбалер.
- 1986 — Милица Јаневски, српска глумица.
- 1989 — Ана Дабовић, српска кошаркашица.
- 1990 — Габријел Енаке, румунски фудбалер.
- 1990 — Мајк Џејмс, амерички кошаркаш.
- 1992 — Тамара Алексић, српска глумица.
- 1992 — Богдан Богдановић, српски кошаркаш.
- 1993 — Маја Мичел, аустралијска глумица и певачица.
- 1994 — Меделин Петш, америчка глумица.
- 1997 — Џозефин Лангфорд, аустралијска глумица.
- 1997 — Ренато Саншес, португалски фудбалер.
- 2000 — Ален Смаилагић, српски кошаркаш.

## Смрти
- 472 — Рицимер, западноримски војсковођа.
- 1227 — Џингис Кан, монголски освајач
- 1503 — Александар VI, римски папа
- 1765 — Франц I, цар Светог римског царства
- 1850 — Оноре де Балзак, француски писац.
- 1872 — Петар Прерадовић, српски писац.
- 1976 — Енвер Чолаковић, босанскохерцеговачки песник и преводилац
- 1994 — Ричард Лоренс Милингтон Синг, британски биохемичар и добитник Нобелове награде за хемију 1952. године
- 1999 — Ханох Левин, израелски драмски писац.
- 2012 — Скот Макензи, амерички певач.